# Adlet
 (juillet 2023).
Si vous disposez d'ouvrages ou d'articles de référence ou si vous connaissez des sites web de qualité traitant du thème abordé ici, merci de compléter l'article en donnant les références utiles à sa vérifiabilité et en les liant à la section « Notes et références ».
Les Adlet (ou Erqigdlet) sont une race de créatures légendaires issues de la mythologie inuit du Groenland, et des côtes du Labrador et de la baie d'Hudson. Cette tribu posséderait des jambes de chien et un corps humain. Les Adlets courent très rapidement et les rencontres avec les humains finissent généralement en bataille, ces derniers étant souvent victorieux.

## Récit
Selon la mythologie inuite, l'adlet est né lorsqu'une magnifique femme inuite, vivant sur les rives de la baie d'Hudson, a épousé un gigantesque chien rouge doté de pouvoirs surnaturels. L'étrange couple s'aimait passionnément et la femme finit par tomber enceinte. Neuf mois plus tard, elle donna naissance à dix enfants. Les cinq premiers étaient de petits chiots magnifiques ressemblant à leur père. Cependant, les cinq autres étaient des hybrides féroces étant une combinaison des pires traits des deux parents. Les hybrides sont devenus adultes en quelques heures seulement, puis ont tenté de tuer leur mère. Leur monstrueux père a attaqué et a réussi à dévier l'adlet mais en étant lui-même mortellement blessé. Après la mort de son mari, la femme en deuil s'enfuit sur les rives de la baie d'Hudson, où elle a mis ses cinq chiots à la dérive sur un grand morceau de bois.  Les chiots traversèrent l'océan pour finalement atterrir sur les côtes de ce qui est aujourd'hui l'Europe. Là-bas, ils épousèrent eux aussi des humains et donnèrent naissance à une race d'humains à la peau pâle qui retourneront dans la baie d'Hudson des siècles plus tard. Pendant ce temps, l'adlet s'est mis à se cacher dans les étendues sauvages, où les créatures se sont accouplées et se sont multipliées.

## Description
À ce jour, l'adlet erre toujours dans les froides étendues sauvages, commençant au Québec et à Terre-Neuve, et s'étendant jusque dans la partie nord la plus éloignée du Groenland. Mais l'habitat principal de l'adlet reste les rives de la baie d'Hudson même s'il y en a beaucoup au Labrador. Les adlets sont connus des tribus inuites de la région, ainsi que de celles vivant dans les régions environnantes à l'ouest de la baie d'Hudson.
Il est carnivore, se nourrissant de la chair et du sang d'autres animaux. Il apprécie la chair et le sang humain plus que toute autre chose, allant jusqu'à sucer la moelle osseuse des victimes. Mais, même s'il est carnivore, il est capable de survivre en mangeant n'importe quel autre type de nourriture (y compris les champignons, les racines et divers types de végétation), mais il en mange qu'en dernier recours, s'il n'a pas trouvé d'animal à dévorer.
Il possède des griffes acérées sur les mains et les pieds avec des dents très acérées également. Il a des yeux jaunes, des oreilles pointues et un museau prononcé. Le chef de la meute peut être facilement identifiable parce qu'il est plus grand et plus féroce. C'est un impitoyable tueur, il traque sa proie en meute. Comme mentionné précédemment, l'adlet peut se nourrir de tout en dernier recours. Il est peut-être sauvage, mais il est aussi rusé. Il est légèrement plus intelligent que les autres loups. Lui et sa meute s'approchent de leur proie avec des hurlements perçants et lugubres, paralysant leur proie de peur, les rendant plus faciles à maîtriser. La mort de leur proie est lente et douloureuse, puis un festin sanglant et instinctif s'ensuit.
La seule chose que l'adlet craint est le feu. Il n'attaquera donc jamais quelqu'un qui brandit une torche, sauf s'il est vraiment très affamé. De plus, lorsque le chef de meute est tué, le reste la meute s'enfuit généralement. Cependant, ce n'est pas toujours le cas. Sa force, sa vitesse, son agilité et son endurance sont surnaturelles. Ses sens sont très aiguisés. Ils peuvent voir clairement dans le noir complet et sentir le cadavre frais d'un humain à 1 kilomètre de distance.
Il est immunisé contre les formes conventionnelles de blessures et peut guérir très rapidement toutes les blessures qui ne sont pas causées par l’argent ou le feu. Il peut être également tué par décapitation si vous arrivez à vous en approcher.